# La Nouaye
La Nouaye est une commune française située dans le département d'Ille-et-Vilaine en Région Bretagne.

## Géographie

### Localisation
La commune de La Nouaye fait partie du canton de Montfort-sur-Meu. Elle dépend de l'arrondissement de Rennes.
Sa superficie totale est de 272 hectares. Les terres agricoles forment l'essentiel de son territoire.
|          |           |       |
| Iffendic | La Nouaye | Bédée |
|          |           |       |

La Nouaye n'est limitrophe que de deux communes : Bédée et Iffendic. Les frontières de ce triplet de communes forment donc deux tripoints.

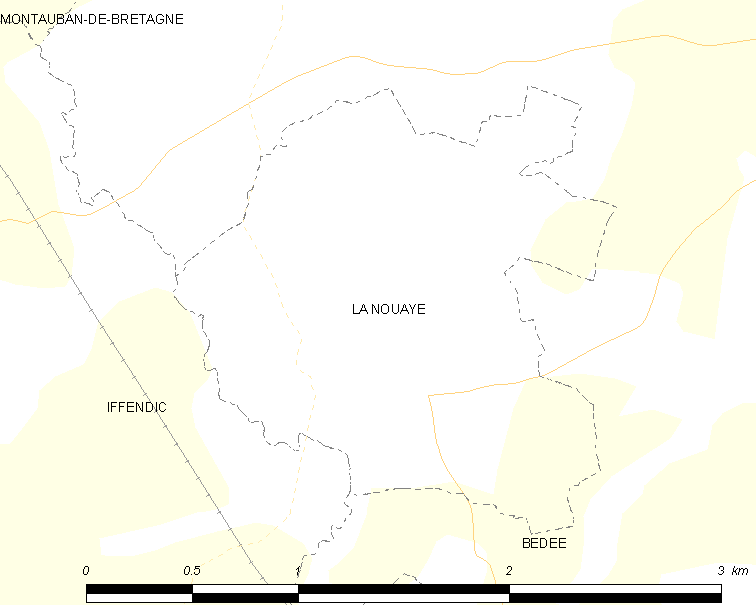
Carte de la commune de La Nouaye.

### Hydrographie
Pour un article plus général, voir Réseau hydrographique d'Ille-et-Vilaine.
La commune est située dans le bassin Loire-Bretagne. Elle est drainée par le Garun, le Pont Bernard,,.
Le Garun, d'une longueur de 30 km, prend sa source dans la commune de Loscouët-sur-Meu et se jette  dans le Meu à Montfort-sur-Meu, après avoir traversé onze communes. 

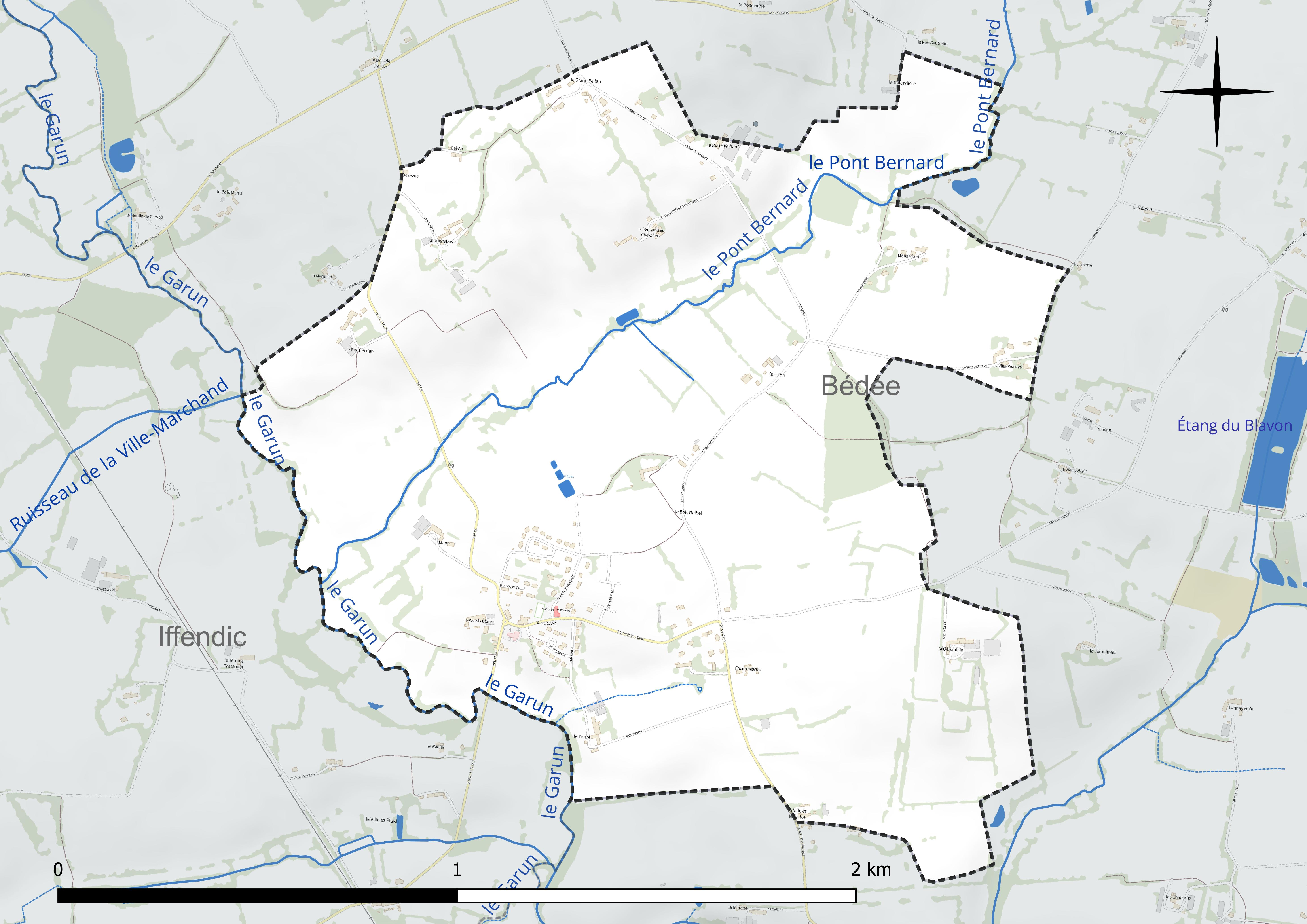
Réseau hydrographique de la Nouaye.

### Climat
Pour des articles plus généraux, voir Climat de la Bretagne et Climat d'Ille-et-Vilaine.
En 2010, le climat de la commune est de type climat océanique altéré, selon une étude du CNRS s'appuyant sur une série de données couvrant la période 1971-2000. En 2020, Météo-France publie une typologie des climats de la France métropolitaine dans laquelle la commune est exposée à un climat océanique et est dans la région climatique  Bretagne orientale et méridionale, Pays nantais, Vendée, caractérisée par une faible pluviométrie en été et une bonne insolation. Parallèlement l'observatoire de l'environnement en Bretagne publie en 2020 un zonage climatique de la région Bretagne, s'appuyant sur des données de Météo-France de 2009. La commune est, selon ce zonage, dans la zone « Intérieur Est », avec des hivers frais, des étés chauds et des pluies modérées.  
Pour la période 1971-2000, la température annuelle moyenne est de 11,5 °C, avec une amplitude thermique annuelle de 12,4 °C. Le cumul annuel moyen de précipitations est de 735 mm, avec 12,2 jours de précipitations en janvier et 6,5 jours en juillet. Pour la période 1991-2020, la température moyenne annuelle observée sur la station météorologique la plus proche, située sur la commune du Rheu à 15 km à vol d'oiseau, est de 12,2 °C et le cumul annuel moyen de précipitations est de 720,4 mm,. Pour l'avenir, les paramètres climatiques de la commune estimés pour 2050 selon différents scénarios d'émission de gaz à effet de serre sont consultables sur un site dédié publié par Météo-France en novembre 2022.

## Urbanisme

### Typologie
Au 1er janvier 2024, La Nouaye est catégorisée commune rurale à habitat dispersé, selon la nouvelle grille communale de densité à sept niveaux définie par l'Insee en 2022.
Elle est située hors unité urbaine. Par ailleurs la commune fait partie de l'aire d'attraction de Rennes, dont elle est une commune de la couronne,. Cette aire, qui regroupe 183 communes, est catégorisée dans les aires de 700 000 habitants ou plus (hors Paris),.

### Occupation des sols
L'occupation des sols de la commune, telle qu'elle ressort de la base de données européenne d'occupation biophysique des sols Corine Land Cover (CLC), est marquée par l'importance des territoires agricoles (100 % en 2018), une proportion identique à celle de 1990 (100 %). La répartition détaillée en 2018 est la suivante : 
zones agricoles hétérogènes (69,3 %), prairies (16 %), terres arables (14,7 %). L'évolution de l'occupation des sols de la commune et de ses infrastructures peut être observée sur les différentes représentations cartographiques du territoire : la carte de Cassini (XVIIIe siècle), la carte d'état-major (1820-1866) et les cartes ou photos aériennes de l'IGN pour la période actuelle (1950 à aujourd'hui).

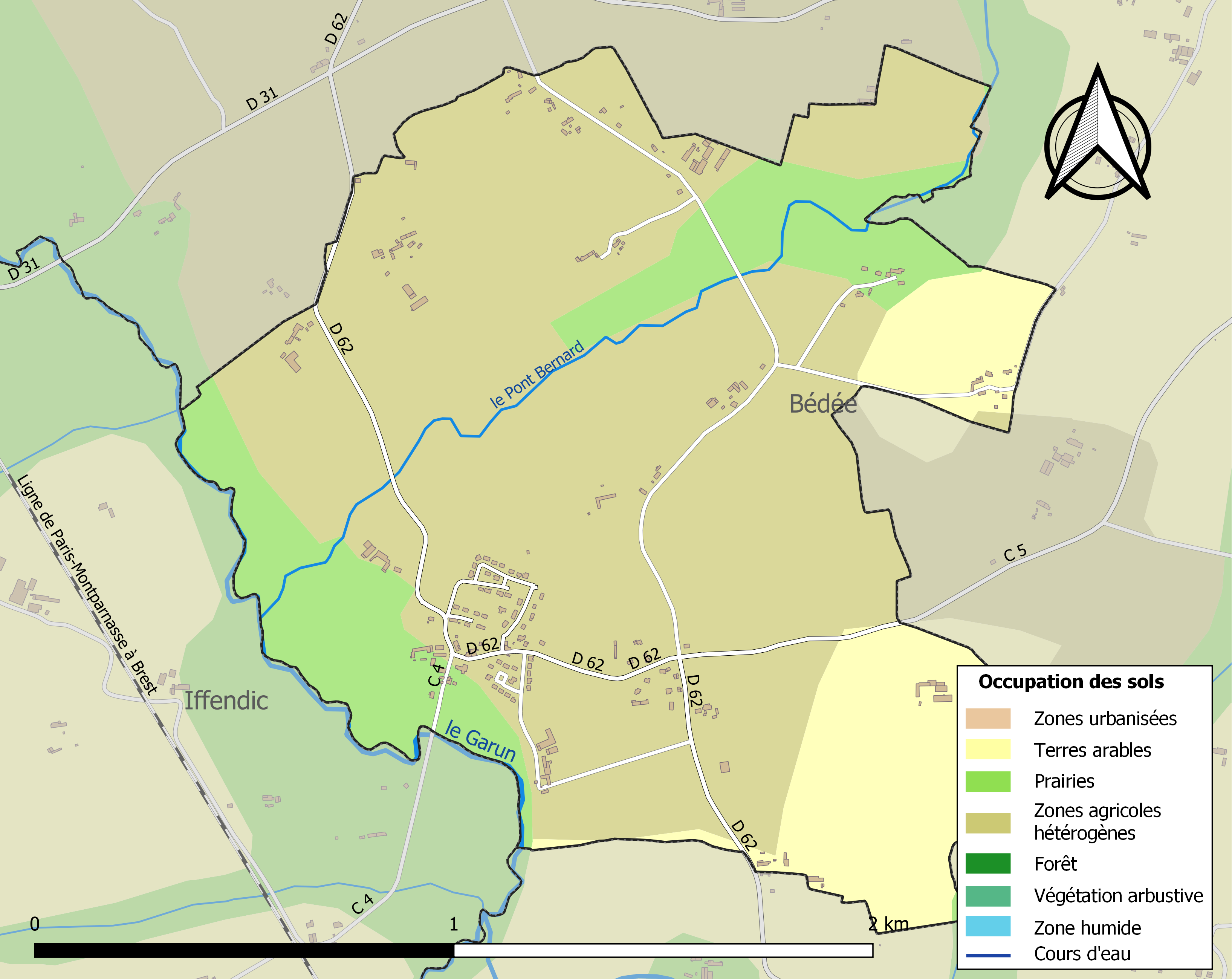
Carte des infrastructures et de l'occupation des sols de la commune en 2018 (CLC).

## Toponymie
Le nom de la localité est attesté sous les formes Lamnoas en 1189, Lanoas au XVe siècle, Lamnoae et Lannouae en 1516, La Nouais en 1779.
Le toponyme est issu du vieux-breton Lan (monastère, ermitage forestier) remplacé par l'article "La", et peut-être de Noues, nom d'un ermite ou du latin nauda (lieu marécageux)[réf. nécessaire].
La Nouâ en gallo.

## Histoire
La Nouaye est une très ancienne paroisse, sans doute antérieure au IXe siècle.
La paroisse de La Nouaye, enclavée dans l'évêché de Saint-Malo, faisait partie du doyenné de Bobital relevant de l'évêché de Dol et était sous le vocable de saint Étienne.

## Économie

### Tourisme
La gestion du tourisme de La Nouaye est confiée par Montfort Communauté à l'office de tourisme du pays de Montfort.

## Politique et administration
| Période                                  | Période                | Identité        | Étiquette | Qualité                                                                             |
| ---------------------------------------- | ---------------------- | --------------- | --------- | ----------------------------------------------------------------------------------- |
| mai 1953                                 | mars 1977              | Henri Robert    |           |                                                                                     |
| mars 1977                                | septembre 1987 (décès) | Guy Ménage      |           |                                                                                     |
| novembre 1987                            | 25 mai 2020            | Élisabeth Burel | PS        | Attachée territoriale                                                               |
| 25 mai 2020                              | En cours               | Fabienne Bondon |           | Gestionnaire de centre équestre 9e vice-présidente de Montfort Communauté (2020 → ) |
| Les données manquantes sont à compléter. |                        |                 |           |                                                                                     |

## Démographie
L'évolution du nombre d'habitants est connue à travers les recensements de la population effectués dans la commune depuis 1793. Pour les communes de moins de 10 000 habitants, une enquête de recensement portant sur toute la population est réalisée tous les cinq ans, les populations de référence des années intermédiaires étant quant à elles estimées par interpolation ou extrapolation. Pour la commune, le premier recensement exhaustif entrant dans le cadre du nouveau dispositif a été réalisé en 2008.

En 2022, la commune comptait 357 habitants, en évolution de −1,11 % par rapport à 2016 (Ille-et-Vilaine : +5,46 %, France hors Mayotte : +2,11 %).
| 1793 | 1800 | 1806 | 1821 | 1831 | 1836 | 1841 | 1846 | 1851 |
| ---- | ---- | ---- | ---- | ---- | ---- | ---- | ---- | ---- |
| 210  | 199  | 194  | 188  | 215  | 223  | 214  | 223  | 214  |

| 1856 | 1861 | 1866 | 1872 | 1876 | 1881 | 1886 | 1891 | 1896 |
| ---- | ---- | ---- | ---- | ---- | ---- | ---- | ---- | ---- |
| 204  | 200  | 211  | 208  | 223  | 219  | 213  | 223  | 191  |

| 1901 | 1906 | 1911 | 1921 | 1926 | 1931 | 1936 | 1946 | 1954 |
| ---- | ---- | ---- | ---- | ---- | ---- | ---- | ---- | ---- |
| 173  | 192  | 199  | 174  | 163  | 161  | 151  | 144  | 151  |

| 1962 | 1968 | 1975 | 1982 | 1990 | 1999 | 2006 | 2008 | 2013 |
| ---- | ---- | ---- | ---- | ---- | ---- | ---- | ---- | ---- |
| 125  | 121  | 107  | 201  | 202  | 236  | 254  | 260  | 347  |

| 2018 | 2022 | - | - | - | - | - | - | - |
| ---- | ---- | - | - | - | - | - | - | - |
| 353  | 357  | - | - | - | - | - | - | - |

## Lieux et monuments

### Monuments
L'église Saint-Hubert, construite à la fin du XVe siècle, figure parmi les plus belles du Pays de Montfort, grâce à la présence du porche et du calvaire. Celui-ci est situé dans l'enclos paroissial attenant à l'église Saint-Hubert et le porche permettait aux malades et aux lépreux d'assister aux offices, d'où son nom de « porche aux lépreux ». L'église est inscrite et les vestiges du calvaire sont classés aux monuments historiques.

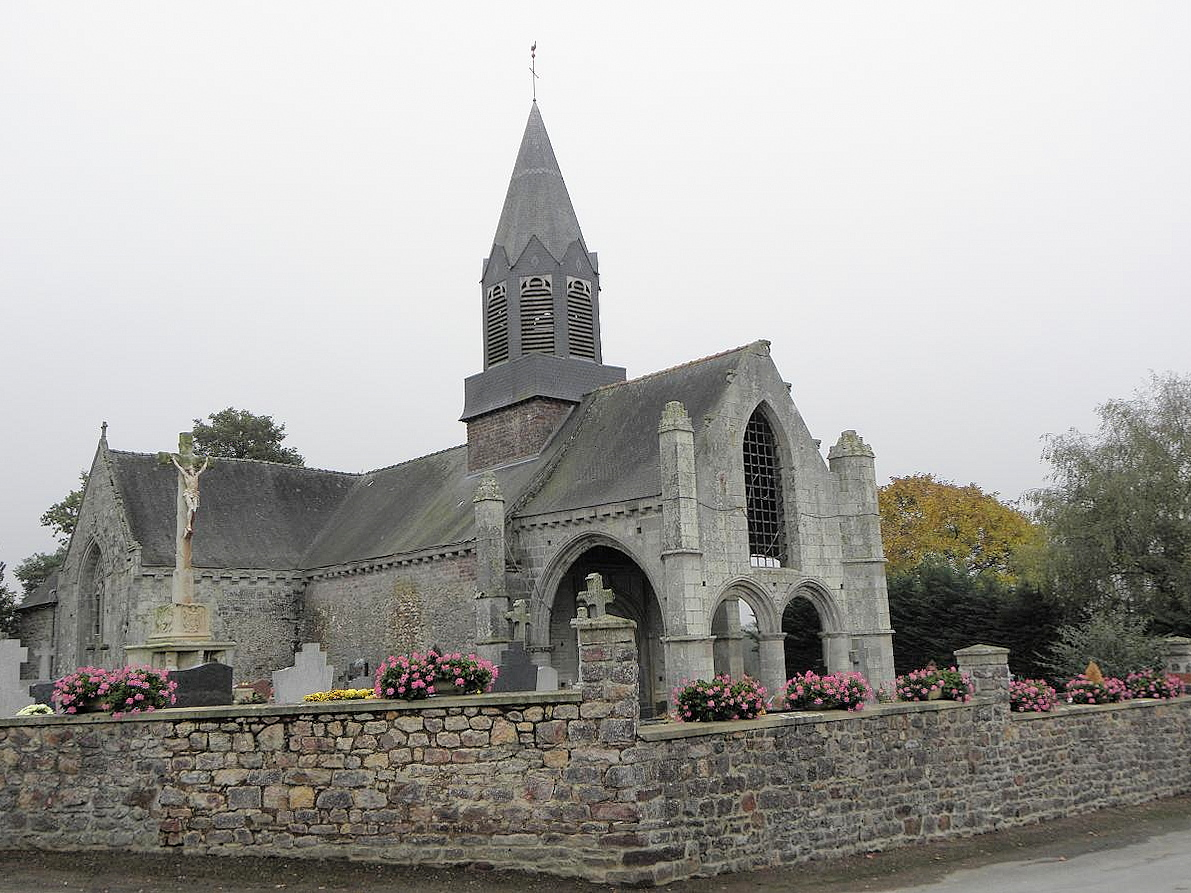
L'église paroissiale Saint-Hubert.
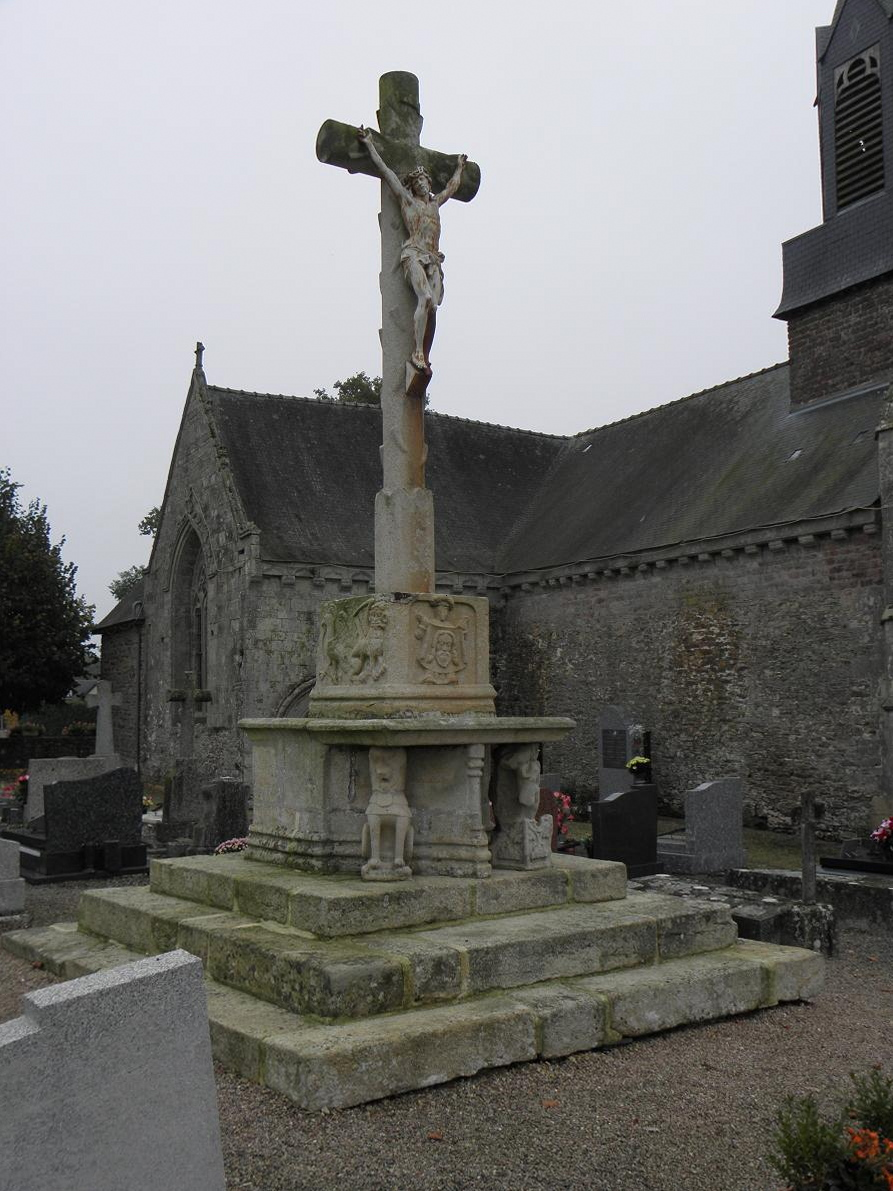
La croix de cimetière classée monument historique.

La léproserie se trouvait au lieu-dit la Ville ès Malades. Elle fut brûlée en 1591.

#### Lieux
- Le Circuit des Trois-Rivières commence dans le bourg de La Nouaye, dans l'allée du Calvaire. La randonnée dure 3 h 30, sur une distance de 15 km. Il faut suivre le balisage jaune qui propose de découvrir les alentours de La Nouaye et Bédée.
- Le circuit de Blavon commence près de la mairie de La Nouaye pour une randonnée de 9 km et d'une durée approximative de 2 h 15, en suivant le balisage jaune. Sentiers praticables toute l'année.

## Personnalités liées à la commune
- François Plaine (1833-1900), moine bénédictin, hagiographe et historien, né à La Nouaye.